# Franz Bühring

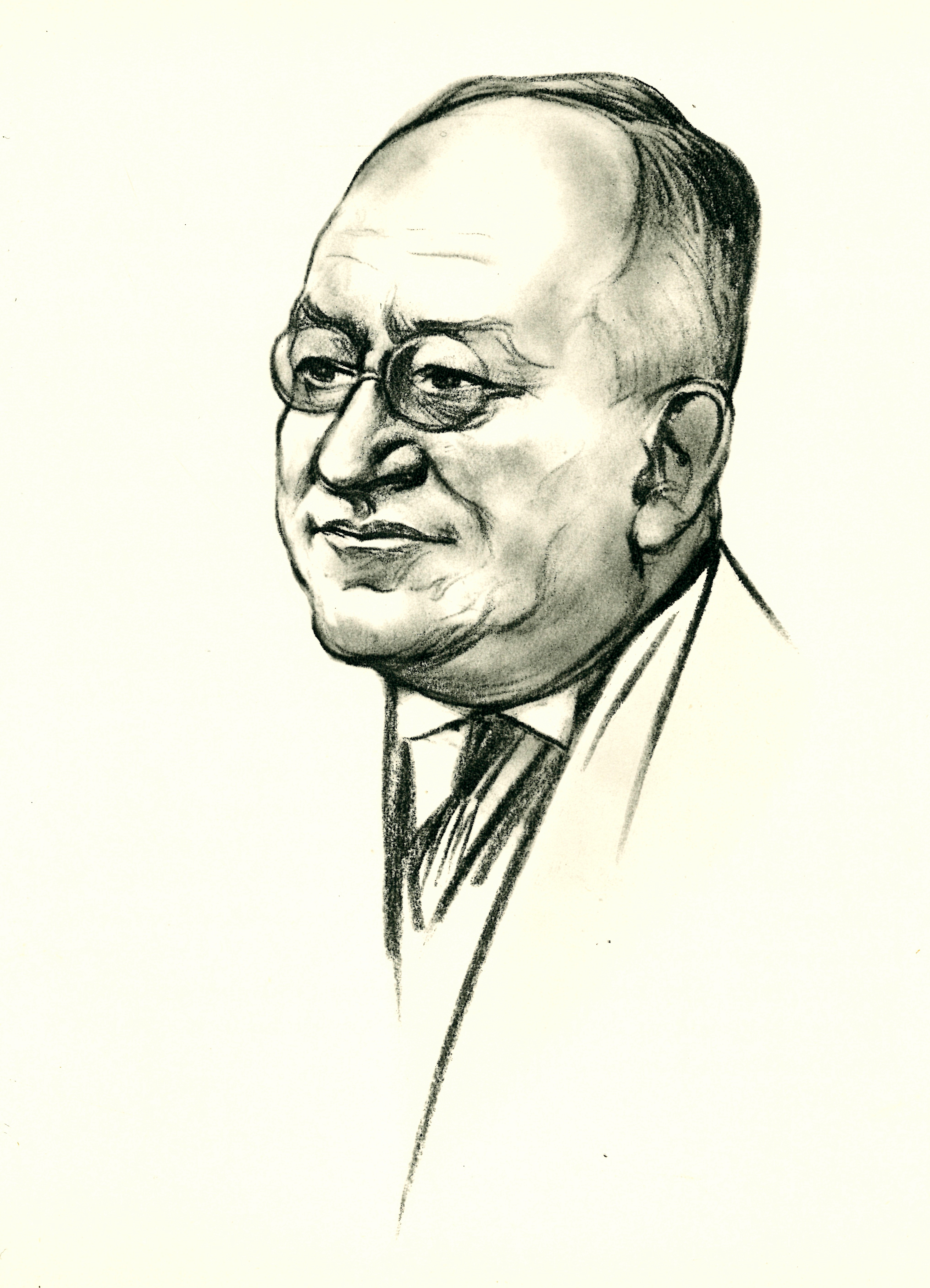
Franz Bühring um 1929;
Zeichnung von August Heitmüller

Franz Bühring (vollständiger Name Joachim Christian Wilhelm Georg Friedrich Franz Bühring; * 22. März 1868 in Hannover; † 24. Juli 1941 ebenda) war ein deutscher Kaufmann, Textilfabrikant, Wirtschaftsführer und türkischer Konsul.

## Leben
Franz Bühring wurde im März 1868 in Hannover geboren als Sohn des aus Mecklenburg stammenden Kaufmannes, späteren Bürgervorsteher-Wortführers und Kommerzienrates Conrad Bühring. In der Gründerzeit des Deutschen Kaiserreichs besuchte er das alte Lyceum I in Hannover und absolvierte dann in Göttingen zunächst eine kaufmännische Lehre. Anschließend ging er nach Krefeld zwecks Besuch der dortigen Handelsschule sowie der Königlichen Webeschule. Praktische Erfahrungen sammelte er zudem in Krefelder Webereien sowie durch Reisen durch das In- und Ausland.

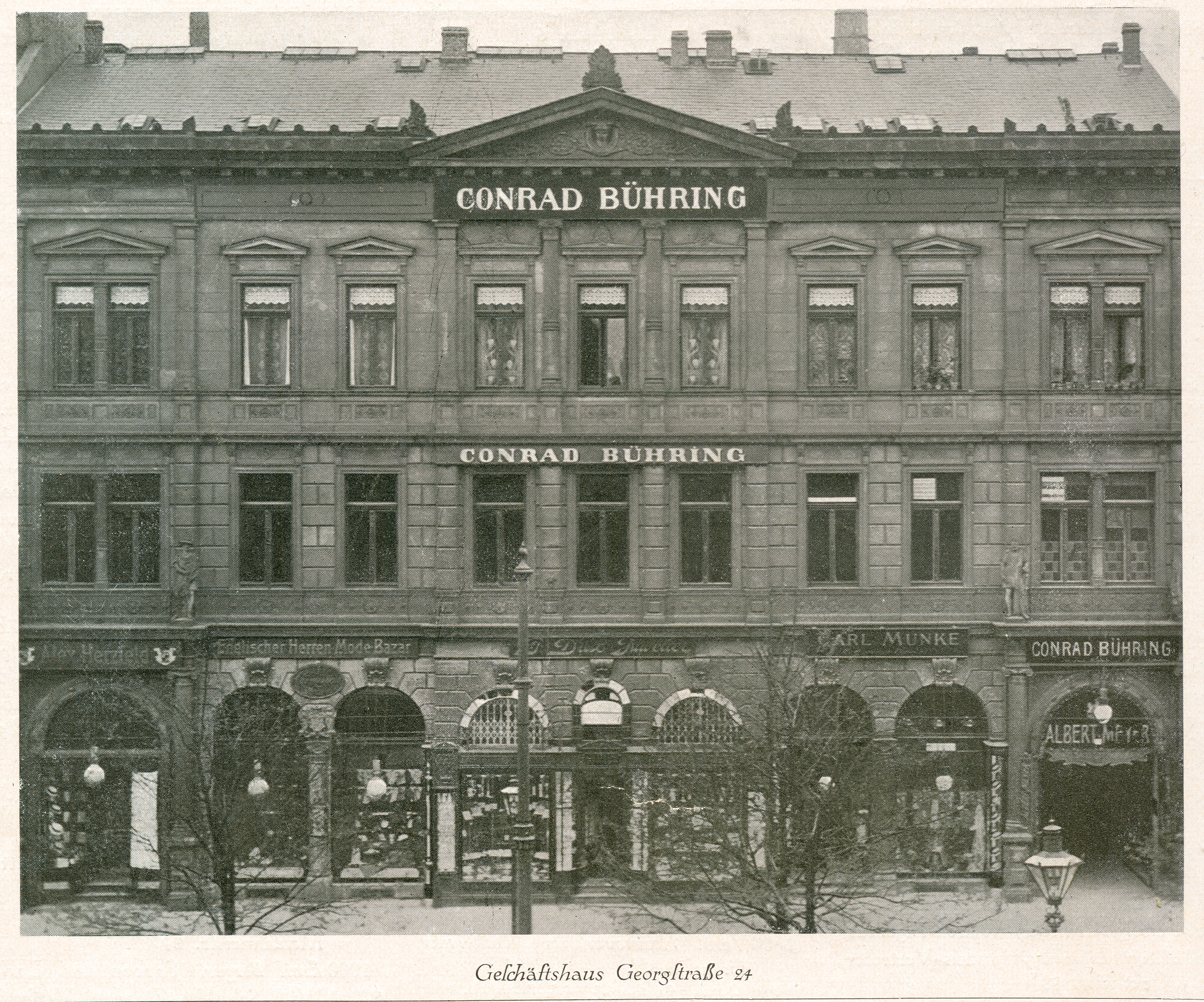
Um 1902 oder später: Das später Haus Frensdorff/Bühring genannte Geschäftsgebäude in der Georgstraße 24 (heute: Hausnummer 38) mit dem Schriftzug des Hoffotografen Albert Meyer über dessen „Wärmehalle“

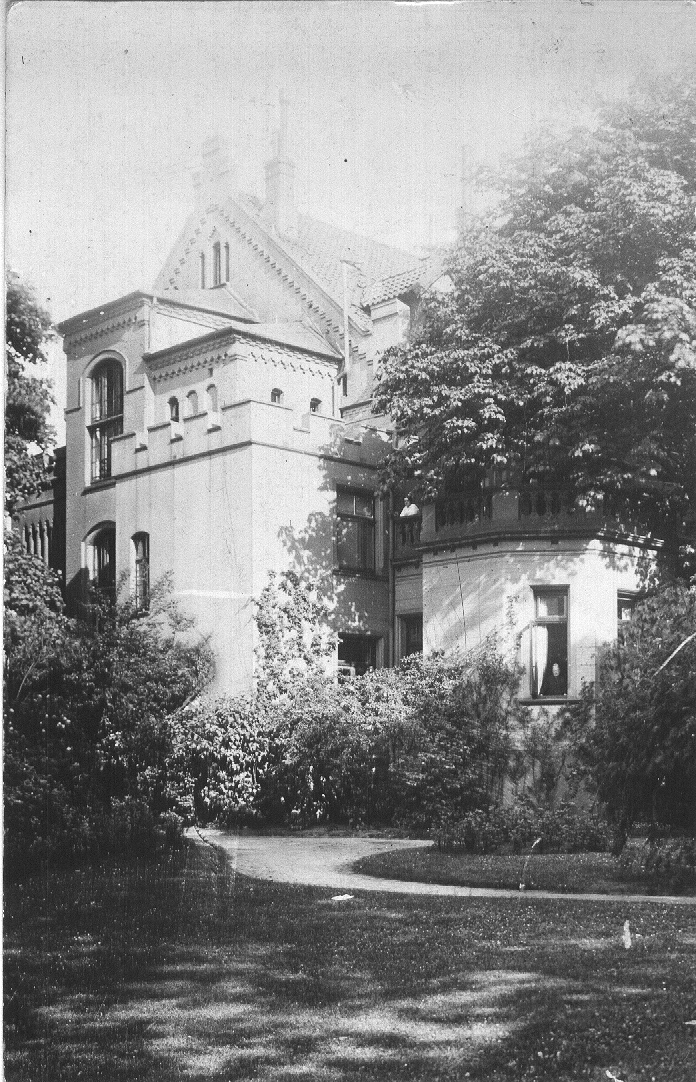
Das „Wohnhaus Bühring in Hannover“ in der Wiesenstraße 30, Südstadt, wo die Familie lange vor den Luftangriffen auf Hannover im Zweiten Weltkrieg wohnte; bevor die Tochter Elisabeth (Lizzie) 1957 in der Wiesenstraße 42 wohnte

So auf das Berufsleben vorbereitet, stieg Franz Bühring im Jahr 1893 als Teilhaber der von seinem Vater bereits 1862 gegründeten Seidenwaren-Großhandlung ein. Nachdem sein Vater noch im selben Jahr starb, wurde er Alleininhaber der Seiden-Großhandlung, die er bald bedeutend erweiterte durch Anschluss und Übernahme ähnlicher Unternehmen, Th. Kettembeil & Co. in Leipzig, Textilcentra GmbH in Berlin sowie die Seidenwarengroßhandlungen Voget & Rose in Hamburg, wo er ebenfalls Teilhaber wurde.
Am 11. September 1894 heiratete Bühring in erster Ehe Margarethe (Karoline Theodore Marie Margarethe (* 10. Oktober 1874 in Hannover; † 4. März 1933 in München)), Tochter des hannoverschen Fabrikbesitzers und später geadelten Wilhelm Garvens und dessen Ehefrau Elisabeth Wilhelmine Helene, geborene Fiedeler. Die beiden bekamen mehrere Kinder. Die Ehe wurde jedoch am 14. November 1903 in Celle geschieden.
In zweiter Ehe heiratete Franz Bühring am 1. Oktober 1910 die Witwe des „Dr.phil. Heinrich Bühring“, des kurz zuvor 1909 verstorbenen persönlich haftenden Gesellschafters und Prokuristen des Werkzeug-Maschinenbau-Unternehmens H. Wohlenberg, Anna (Anna Caroline Elisabeth Henriette, geborene Wohlenberg, verwitwete Bühring; * 19. November 1875 in Hannover † 9. Februar 1940 ebenda). In diese Ehe brachte sie die beiden Töchter Hilde und Gertrud Bühring mit. Zumindest zeitweilig lebte die Familie im Jahr 1929 unter der Anschrift Walderseestraße 23 an der Eilenriede im Stadtteil List. Auch dieser Verbindung von Franz Bünding entwuchsen neue Nachkommen, doch auch Bührings zweite Ehe wurde am 9. Oktober 1930 rechtskräftig geschieden.
Wenige Monate später heiratete Franz Bühring am 21. Mai 1931 in Hannover seine dritte und letzte Ehefrau, die Marieluise oder Luise (Caroline Friederike Minna Louise (Marieluise) Diers; * 14. Mai 1890 in Hannover; † 11. April 1970 ebenda; begraben am 20. April des Jahres auf dem Engesohder Friedhof), Tochter von Friedrich Heinrich Diers, der 1889 die Göhmannsche Buchdruckerei übernommen hatte, und dessen Ehefrau Marie Dorothee Amalie Luise Zacharias.

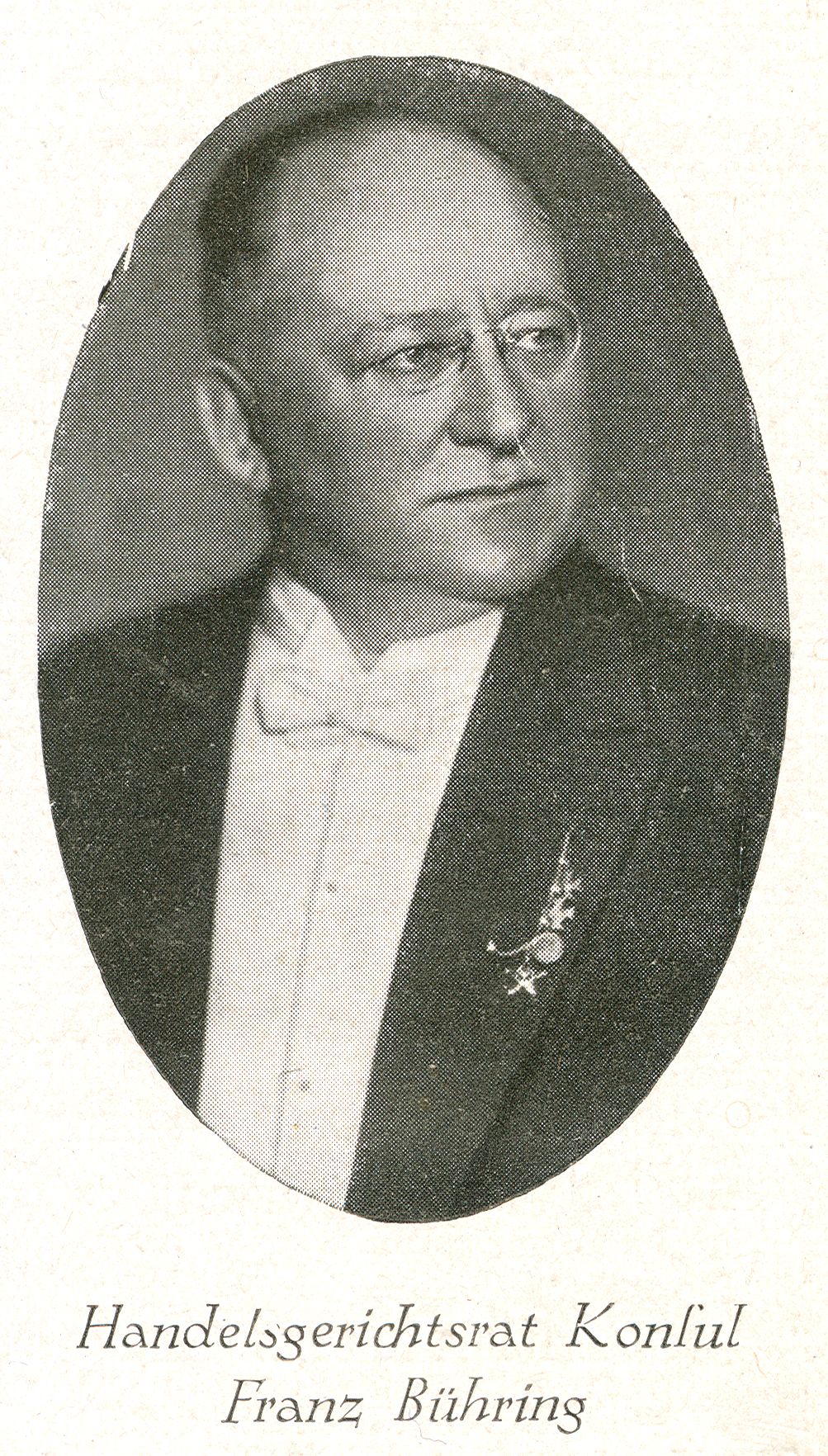
Dekoriert: „Handelsgerichtsrat Konsul Franz Bühring“

Unterdessen war Bühring schon zu Beginn der Weimarer Republik in die Liste der Stifter der Kestnergesellschaft aufgenommen worden.
Neben seiner kaufmännischen Tätigkeit engagierte sich Franz Bühring ehrenamtlich als
- Mitbegründer und Vorsitzender im Verein der Großhändler und Fabrikanten der Textilindustrie Hannover;
- Mitgründer und Mitglied im Vorstand der Vereinigung der deutschen Samt- und Seidenwaren-Großhändler;
- Mitbegründer und Vorstandsmitglied im Reichsverband des Deutschen Groß- und Überseehandels Berlin; seit ihrer Gründung auch die Leitung der Bezirksgruppe Niedersachsen als 1. Vorsitzender;
- Vorsitzender des Großhandelsbundes in Niedersachsen
- Vorsitzender des Arbeitgeberverbandes des Großhandels in Hannover;
- Vizepräsident der Industrie- und Handelskammer zu Hannover sowie als
- Handelsgerichtsrat und Vorsitzender der Handelsrichter-Vereinigung beim Landgericht Hannover.[3]

Daneben betätigte sich Bühring unter anderem als 
- Schatzmeister des Vaterländischen Frauenvereins vom Roten Kreuz;
- Mitglied im Renndirektorium Hannovers sowie als
- Vizepräsident des Hannoverschen Automobilclubs.[3]

Noch zur Zeit der Weimarer Republik wurde Franz Bühring im Jahr 1927 zum Konsul der Republik Türkei unter Kemal Atatürk ernannt.
Franz Bühring bewohnte mit seiner Familie das Haus Bühring in der Wiesenstraße 30. Er starb während der Zeit des Zweiten Weltkriegs am 24. Juli 1941 und wurde am 28. Juli des Jahres auf dem Engesohder Friedhof bestattet.